# Pycnonotus melanoleucos
Pycnonotus melanoleucos е вид птица от семейство Pycnonotidae. Видът е почти застрашен от изчезване.

## Разпространение
Видът е разпространен в Бруней, Индонезия, Малайзия и Тайланд.